# Trumpisme

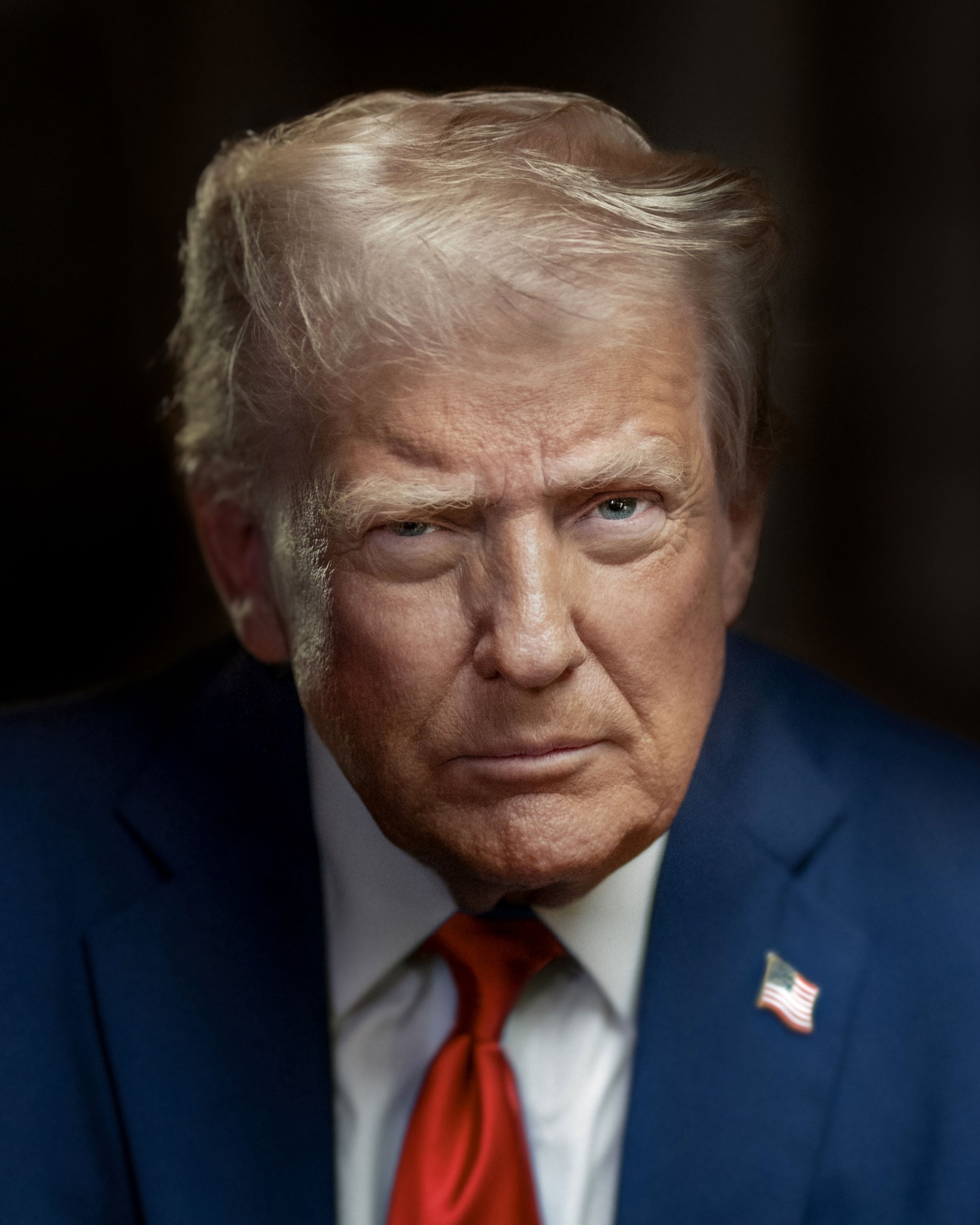
Portrait officiel de Donald Trump en 2025.

Le trumpisme est une idéologie politique, un style de gouvernance et un mouvement politique associés au 45e et 47e président des États-Unis, Donald Trump. 
En tant que courant politique, le trumpisme dépasse la personne de Donald Trump et correspond à des transformations profondes de l'électorat du Parti républicain et de la vie politique américaine. S'il emprunte ses thématiques à divers courants conservateurs, c'est un style particulier de populisme cherchant à s'affranchir de tout intermédiaire politique qui en fait la spécificité de Donald Trump.
Pour le journaliste Thomas Legrand, lors du second mandat de Donald Trump, le trumpisme se caractérise par une convergence idéologique hétéroclite combinant des éléments d'un libertarianisme inspiré d'Ayn Rand, du techno-monarchisme de Curtis Yarvin, de l'extractivisme prôné par Peter Thiel, du conservatisme religieux traditionnel, du techno-populisme, du national-conservatisme et de l'anarcho-capitalisme. Selon Legrand, ce courant politique, soutenu par des intellectuels aux positions simultanément libertariennes et illibérales, remet explicitement en question les fondements démocratiques. Legrand conteste toutefois sa cohérence doctrinale et l'interprète davantage comme une stratégie d'influence économique menée par des industriels fortunés, s'apparentant à ce que Murray Bookchin qualifiait de propriétarianisme, c'est-à-dire un système au sein duquel la liberté est définie comme le pouvoir d'appropriation et de marchandisation de l'espace public. 
Aux États-Unis, la question de savoir si le trumpisme est néofasciste fait l'objet d'un débat important, notamment dans la presse et les milieux universitaires,,. Les partisans de cette caractérisation mettent souvent en avant le rôle de Trump dans l'insurrection du 6 janvier, ainsi que sa rhétorique sur les immigrés et ses déclarations selon lesquelles ils « empoisonnaient le sang de notre nation » dans un entretien de campagne pour 2024. Quant aux détracteurs, ils affirment que le trumpisme ne répond pas à la définition stricte du néofascisme.